# أندرو فابيان
أندرو فابيان (بالإنجليزية: Andrew Fabian)‏ هو عالم فلك بريطاني، ولد في 20 فبراير 1948.